# Pau Ferrer
Pau Ferrer Besalduch (Benicarló, Castellón, 17 de octubre de 2003), más conocido como Pau Ferrer, es un futbolista español que juega como delantero en la  S. D. Ponferradina de la Primera Federación. 

## Trayectoria
Nacido en Benicarló, Pau es un delantero formado a las categorías inferiores de La Roda C. F. hasta 2012, cuando ingresó en el Villarreal C. F. donde jugaría durante cinco temporadas desde 2012 a 2017. Más tarde, formó parte de la U. E. Rapitenca en la temporada 2017-2018 y del C. D. Castellón desde 2018 a 2020. 
En 2020, firmó por el Juvenil "B" del Real Madrid C. F., donde jugó durante dos temporadas, la segunda de ellas en el Juvenil "A" de División de Honor. El 10 de octubre de 2021 llegó a debutar con el Castilla en Primera Federación.
En 2022, fichó por la  U. D. Las Palmas siendo asignado a la Unión Deportiva Las Palmas "C" de la Interinsular Preferente. En la temporada 2023-24, pasó a la Unión Deportiva Las Palmas Atlético de la Tercera Federación, siendo máximo goleador con 24 goles.
El 31 de octubre de 2023, debutó con el primer equipo del conjunto canario, en un encuentro frente al C. D. Manacor en la Copa del Rey, donde anotaría un gol. El 31 de julio de 2024, fue cedido al  U. D. Ibiza de la Primera Federación. Tras 21 partidos jugados con el equipo ibicenco, su cesión fue suspendida para pasar, igualmente a préstamo, a la S. D. Ponferradina.
Al finalizar la temporada la U. D. Las Palmas no ejerció la cláusula de renovación, quedando libre y de esta manera pasar a formar parte de la Ponfe en propiedad.

## Clubs
| Club                           | País   | Año       |
| ------------------------------ | ------ | --------- |
| Real Madrid Castilla           | España | 2021-2022 |
| Unión Deportiva Las Palmas "C" | España | 2022-2023 |
| Las Palmas Atlético            | España | 2023-2024 |
| U. D. Ibiza (cesión)           | España | 2024-2025 |
| S. D. Ponferradina (cesión)    | España | 2025      |
| S. D. Ponferradina             | España | 2025-     |